# Petersmühle (Blatzheim)
Die Petersmühle war eine Wassermühle im Kerpener Stadtteil Blatzheim im Rhein-Erft-Kreis in Nordrhein-Westfalen.
Die Mahlmühle wurde durch das Wasser des Neffelbaches angetrieben.
Der Dürener Gottfried Loos erbaute 1825 die Ölmühle, die aber ab 1827 als Getreidemühle genutzt wurde. 1831 beabsichtigte der Müller Gottfried Loß zu Blatzheim eine zweite Mühle zum Gerstenschälen zu errichten. Im Jahre 1837 wurde ein Abraham Kayser als Besitzer genannt. Wilhelm Josef Peters, der damalige Müller, wurde 1883 als Eigentümer genannt. Er gab der Wassermühle den Namen.
Die Mühle hatte zwei Mahlgänge mit einem unterschlächtigen Wasserrad. 1970 wurde die Mühle noch im modernen Mahlbetrieb betrieben.
An den Standort der Mühle erinnert heute noch im Ort die Straßenbezeichnung Peters Mühle.